# Parafia Trójcy Świętej w Rachowicach
Parafia Trójcy Świętej w Rachowicach – rzymskokatolicka parafia należąca do diecezji gliwickiej (dekanat Pławniowice). 
Od 1996 funkcję proboszcza pełni ks. Jerzy Pudełko.

## Zasięg parafii
Do parafii należą wierni z miejscowości: Goszyce, Sierakowice, Rachowice.

### Ulice
- Rachowice: Miła, Piękna, Pogodna, Rachowicka, Spokojna, Wiejska
- Sierakowice: Ceramiczna, Długa, Dolna, Górna, Kasztanowa, Kozielska, Krótka, Leśna, Polna, Rachowicka, Strażacka, Szeroka, Tworogowska, Wąska, Wiejska
- Goszyce: Wiejska

## Kościoły i kaplice mszalne
- Kościół pod wezwaniem Trójcy Świętej w Rachowicach (kościół parafialny)
- Kościół pod wezwaniem św. Katarzyny Aleksandryjskiej w Sierakowicach (kościół filialny)
- Kaplica pod wezwaniem Najświętszego Serca Pana Jezusa w Goszycach

## Cmentarze
- Cmentarz parafialny przy kościele w Rachowicach
- Cmentarz parafialny przy kościele w Sierakowicach

## Księgi metrykalne
Parafia prowadzi księgi chrztów, ślubów i zgonów od 1945 roku. W Archiwum Metropolitalnym we Wrocławiu znajdują się księgi metrykalne: chrztów (1696–1800), ślubów (1696–1765), zgonów (1695–1766). Pozostałe księgi do 1945 roku spłonęły w czasie działań wojennych.